# Czesław Sejbuk
Czesław Sejbuk SJ (ur. 4 października 1906 w Mołożew-Wieś, zm. 20 kwietnia 1943 w Dachau) – Sługa Boży, męczennik za wiarę, polski prezbiter katolicki, pisarz.
Święcenia kapłańskie przyjął 24 czerwca 1936. Publikował jako kleryk w czasopiśmie  Nasze Wiadomości, a po ukończeniu studiów został współredaktorem Oriens i od 1937 roku redaktorem naczelnym Misji Katolickich.
Po wybuchu II wojny światowej unikał działań mogących sprowadzić na niego zagrożenie i w tym celu prosił o przeniesienie. Po uzyskaniu zgody na wyjazd udał się do parafii Łysobyki na Lubelszczyźnie, ale wkrótce po dotarciu na miejsce, już w lutym 1940 roku został aresztowany i uwięziony na Zamku w Lublinie.
13 czerwca tegoż roku przewieziony został do niemieckiego obozu koncentracyjnego KL Sachsenhausen, a następnie od 9 stycznia 1941 przebywał w obozie Auschwitz-Birkenau. 22 lutego 1941 przewieziono go do obozu w Dachau i zarejestrowano pod numerem 23994. W 1942 roku umieszczono o. Czesława w stacji doświadczalnej, gdzie na polskich księżach przeprowadzano doświadczenia z posocznicą. 10 listopada 1942 dokonano infekcji flegmoną i do męczeńskiej śmierci o. Czesława oprawcy obserwowali jej działanie. Według naocznego świadka ks. Wacława Sitka (powojenny proboszcz Parafii Świętych Apostołów Piotra i Pawła w Łodzi) w dniu śmierci Sługa Boży Czesław odzyskał przytomność i żegnając wszystkich wybaczył swoim katom.
Jest jednym z 122 Sług Bożych, wobec których 17 września 2003 roku rozpoczął się proces beatyfikacyjny drugiej grupy męczenników z okresu II wojny światowej.